# チンドキ
チンドキ（バスク語: Txindoki, バスク語: [tʃinˈdoki]）は、バスク山脈のアララール山地にある山。行政的にはスペイン・バスク州ギプスコア県ゴイエリ郡に位置する。標高1,346m。

## 名称
かつてはラルナリ（Larrunarri）またはニャニャリ（バスク語: Ñañarri, バスク語発音: [ɲa'ɲari]）と呼ばれていたが、近くにあるいくつかの羊飼いの小屋に由来するチンドキという名称が定着した。その形状から「バスクのマッターホルン」と呼ばれることがある。

## 地理
バスク山脈アララール山地の西端に屹立しており、容易に認識できる形状からゴイエリ谷の象徴となっている。アメスケタの町の南に位置しており、山麓には農場家屋が点在している。アララール山地のギプスコア県側にある多くの山と同じく、山体の大部分は森に覆われていない。北斜面の急斜面とムイツェ谷はチンドキでもっとも自然がそのまま残っている部分である。
頂上付近はほぼ丸裸の岩からなり、北斜面も南斜面も岩が露出した石灰岩の頂上部ではっきりと区切られている。稜線は東西に伸びている。頂上付近の急斜面はロッククライミングに人気がある。

## 登山
もっとも人気のある登山口はアバルツィスケタのラライツ地区である。トロサの南にあるアレジアからギプスコア県道GI-3670号線を南に進み、途中でGI-2133号線へと移ると、約15分でラライツ地区に到着する。アレジアの代わりにオルディシアからGI-2311号線に入ってもほぼ同じ時間でラライツ地区に到着することができる。アレジアやオルディシアはいずれもギプスコア県の主要な道路である国道N-1号線沿いにある町である。
ラライツ地区は標高403m地点にあるピクニックエリアであり、農場家屋を改装した2軒のカフェレストラン、17世紀に建設されたラライツ修道院などがある。穏やかな野原に囲まれており、チンドキの山頂までの登山口となっている。ラライツ地区の他には、ムイツェ谷を起点とする登山道もある。晴れた日にはチンドキの山頂からアララール山地全体やギプスコア県全体を見渡すことができる。山頂には小さな記念碑が置かれており、ハイカーのための郵便ポストが設置されている。

## 文化
毎年5月1日にはウシの群れがラライツ地区に集まり、10月までチンドキ山麓にある高地の草原で過ごす。2008年には18,000頭のヒツジ、650頭の牝馬、700頭のウシの季節移動が予定された。
チンドキ山麓の自然豊かな環境では、トリキティシャなどの伝統音楽コンサートや公共イベントなど、数々の行事が開催されており、シドラ（リンゴ酒）、チーズ、工芸品など地元製品の露店が出る。毎年6月29日の聖ペトロの日には、大規模かつ人気のある宗教的祭礼がラライツ修道院で執り行われる。

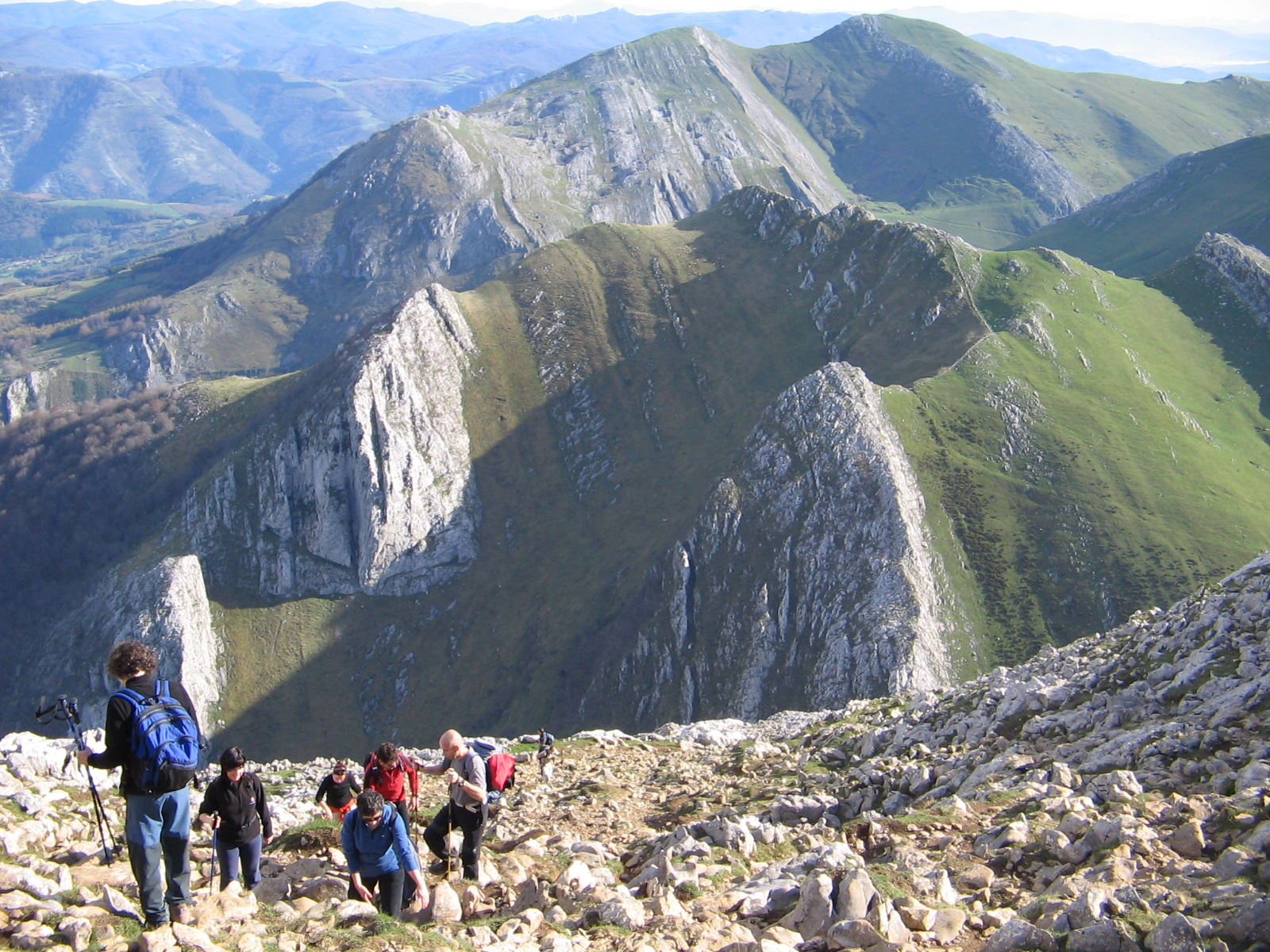
東から見たチンドキ
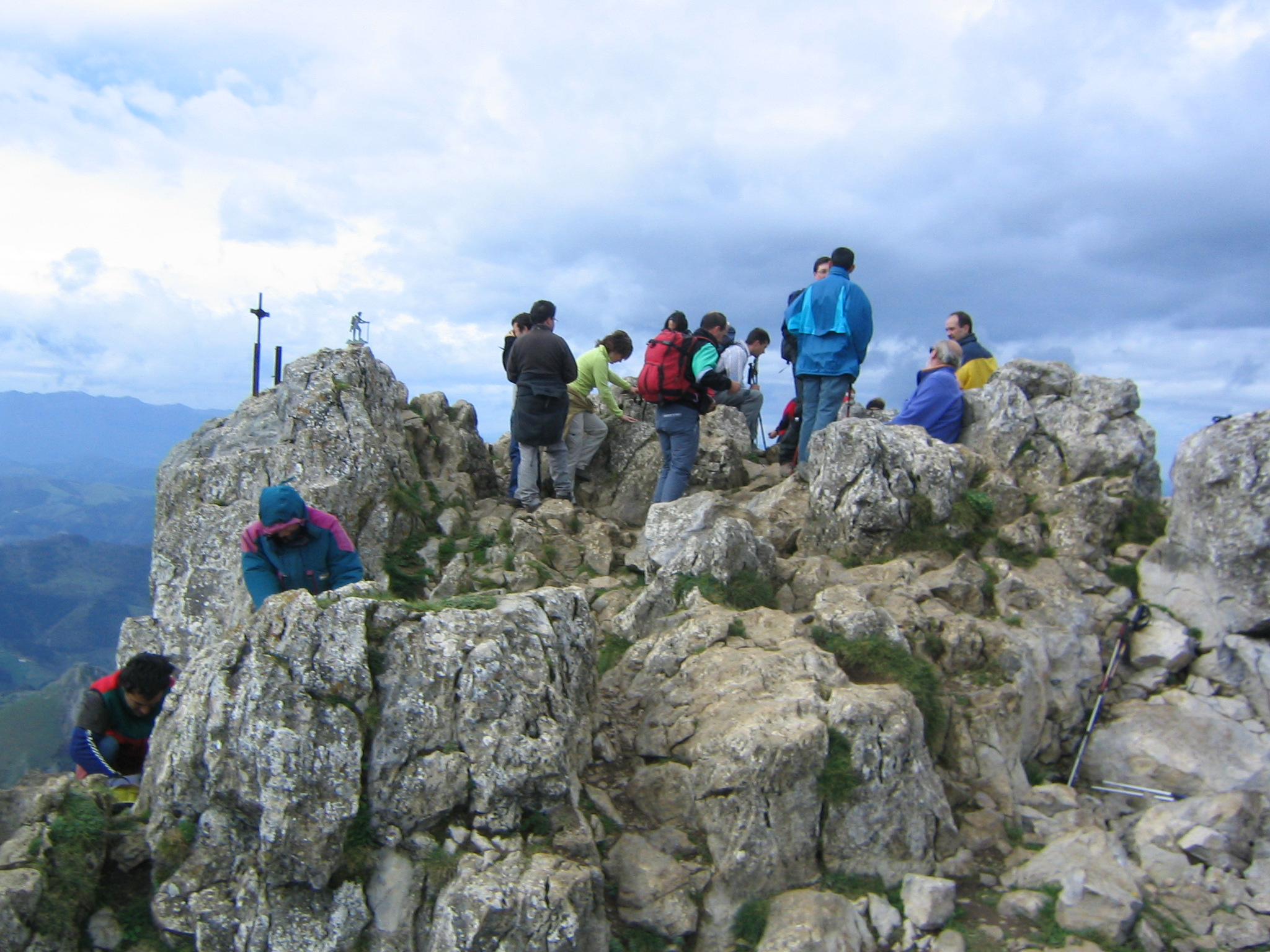
チンドキ山頂
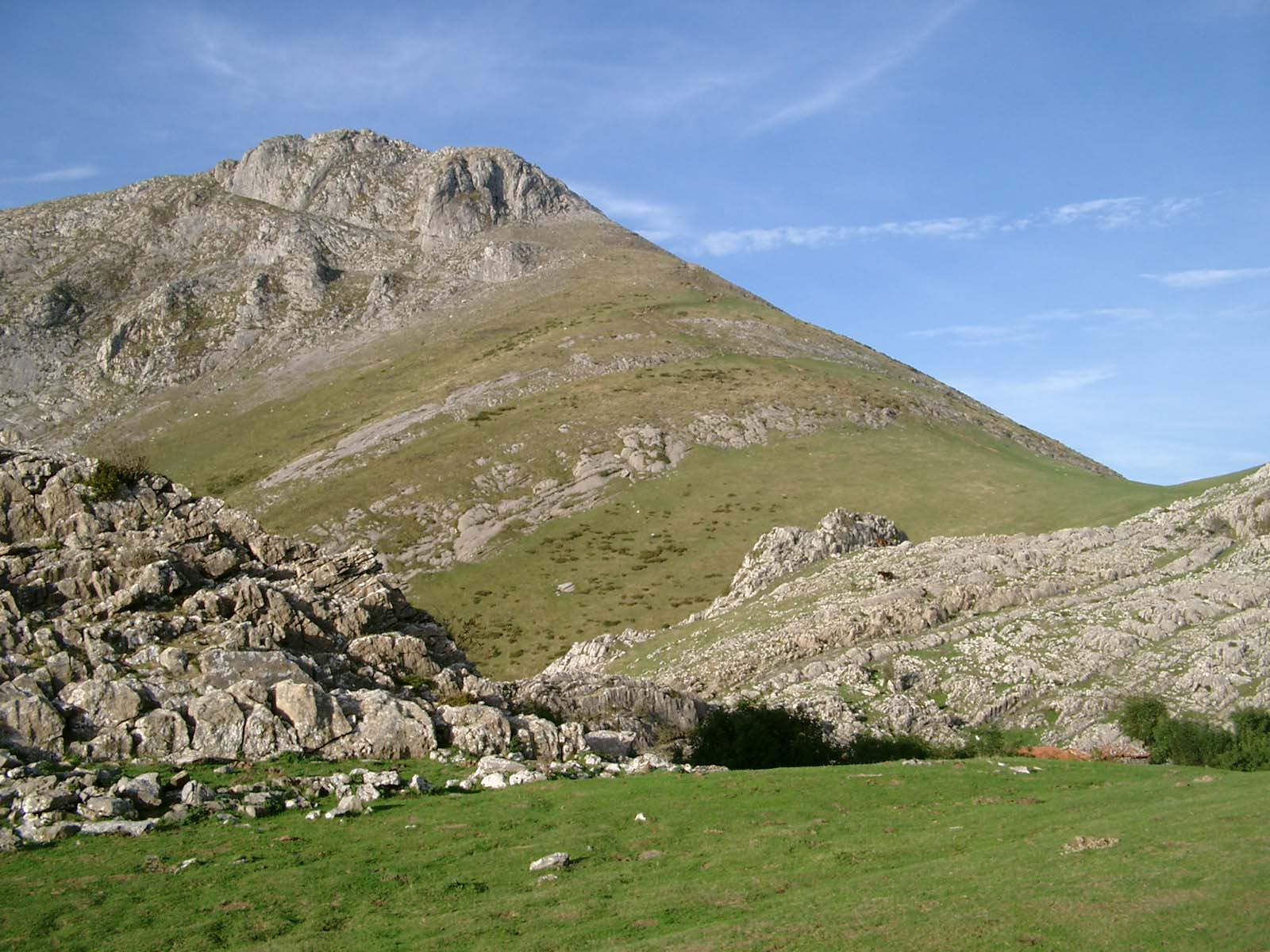
チンドキとエグラル峠
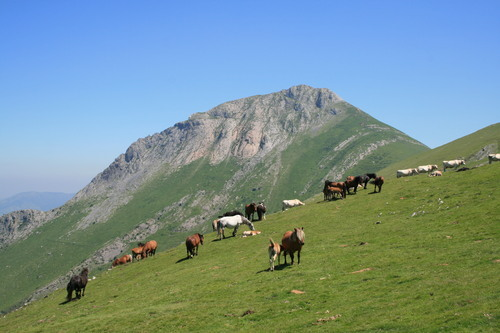
チンドキ山麓で草を食む馬
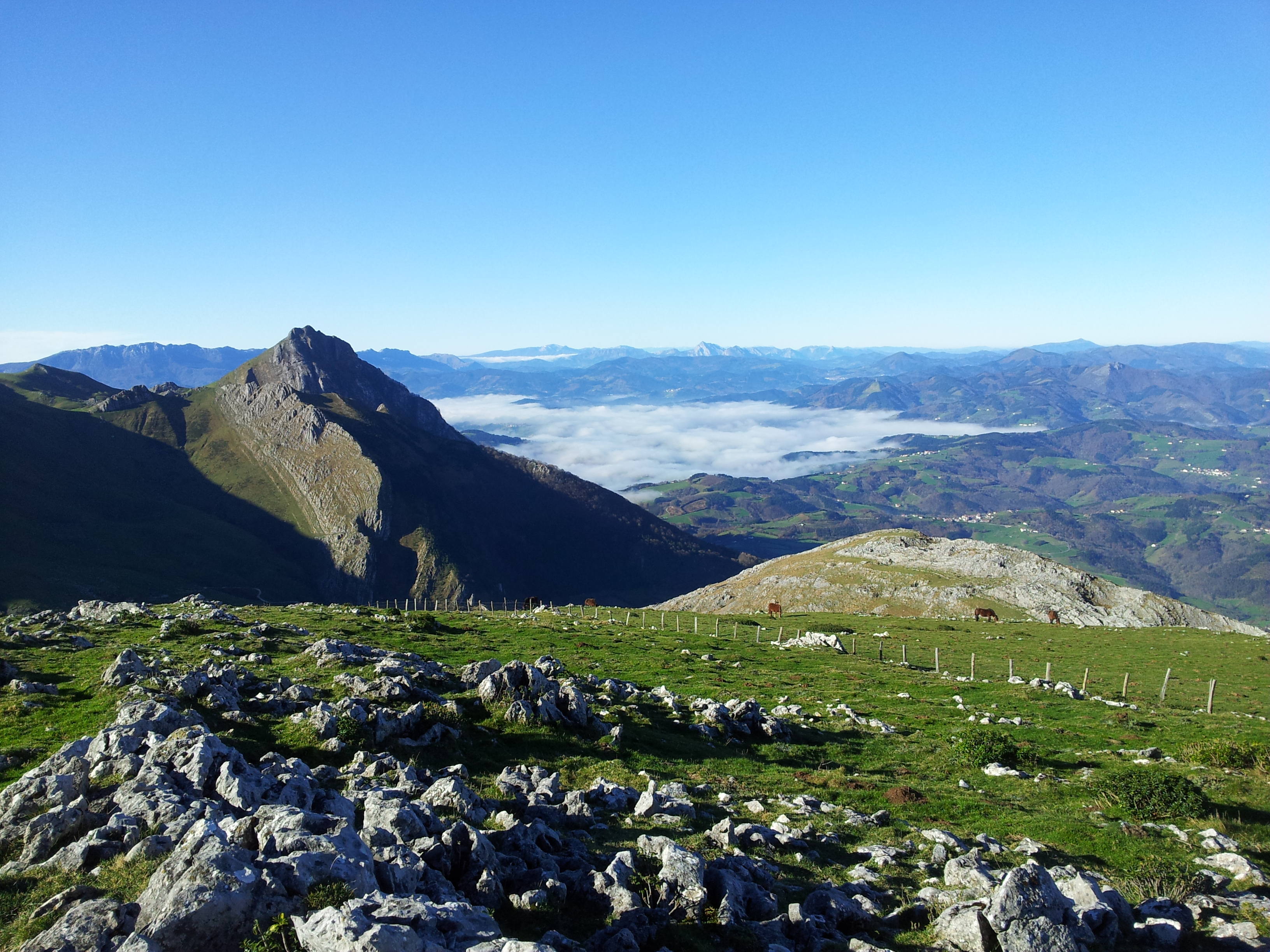
チンドキからの景観
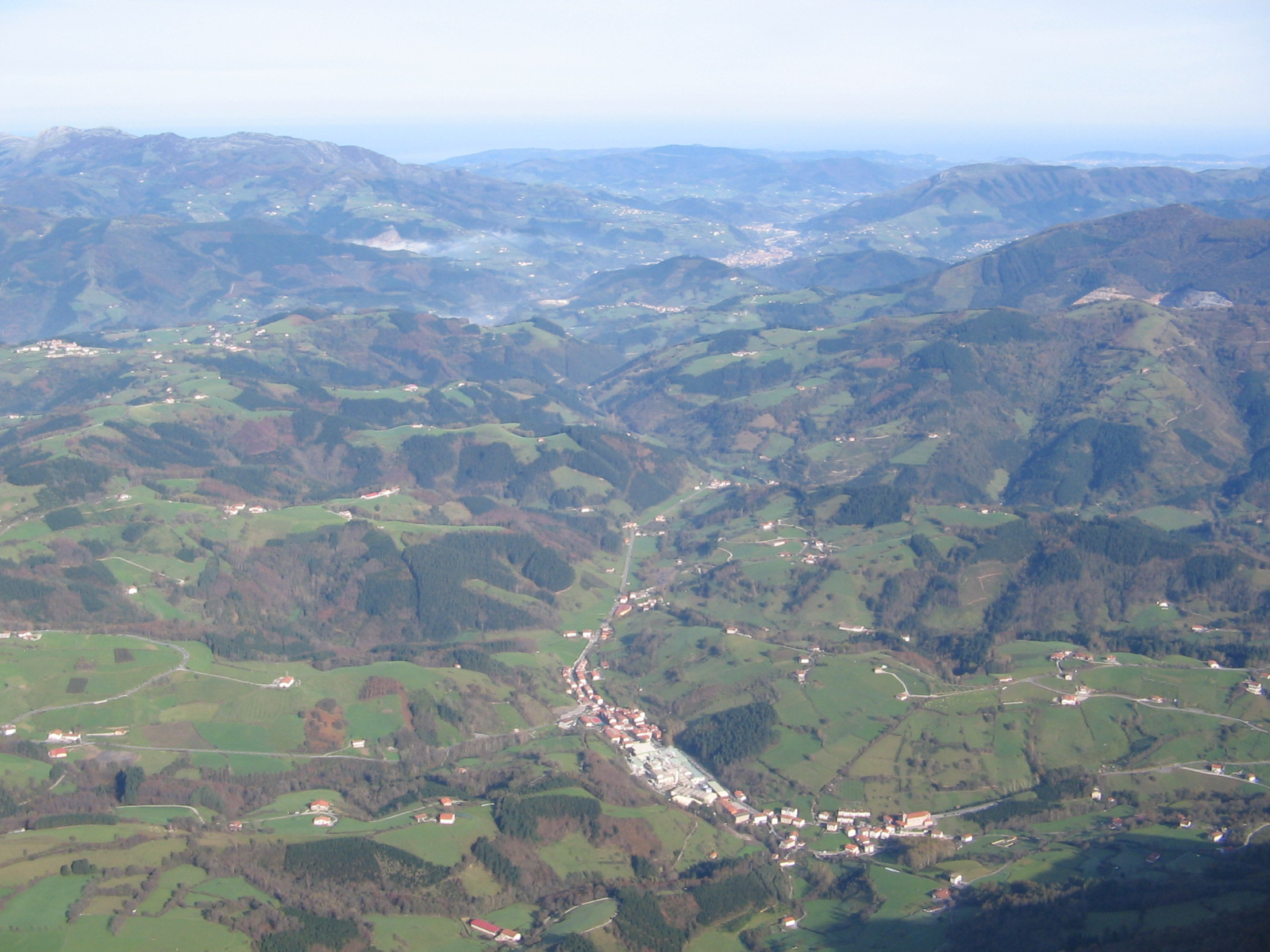
アメスケタの町（中央手前）とギプスコア県北部の風景

## 文献
- Alcalde, Iñaki. Perez Azaceta, Jesus M. (2003). Montes de Gipuzkoa; TODAS LAS CUMBRES. Bilbao: Sua Edizioak. ISBN 84-8216-108-3
- Angulo, Miguel. Alcalde, Iñaki. (2003). ARALAR; Txindoki-Irumugarrieta. Cuadernos Pirenaicos. Bilbao: Sua Edizioak. ISBN 84-8216-153-9